# シボレー・アベオ
アベオ（Aveo）は、ゼネラルモーターズ（GM）がシボレーブランドで販売しているサブコンパクトカーである。
初代、2代目はGMグループの世界戦略車で、世界各地でいくつかの異なるブランドから販売されていた。

## 初代（2002年-）

### T200型

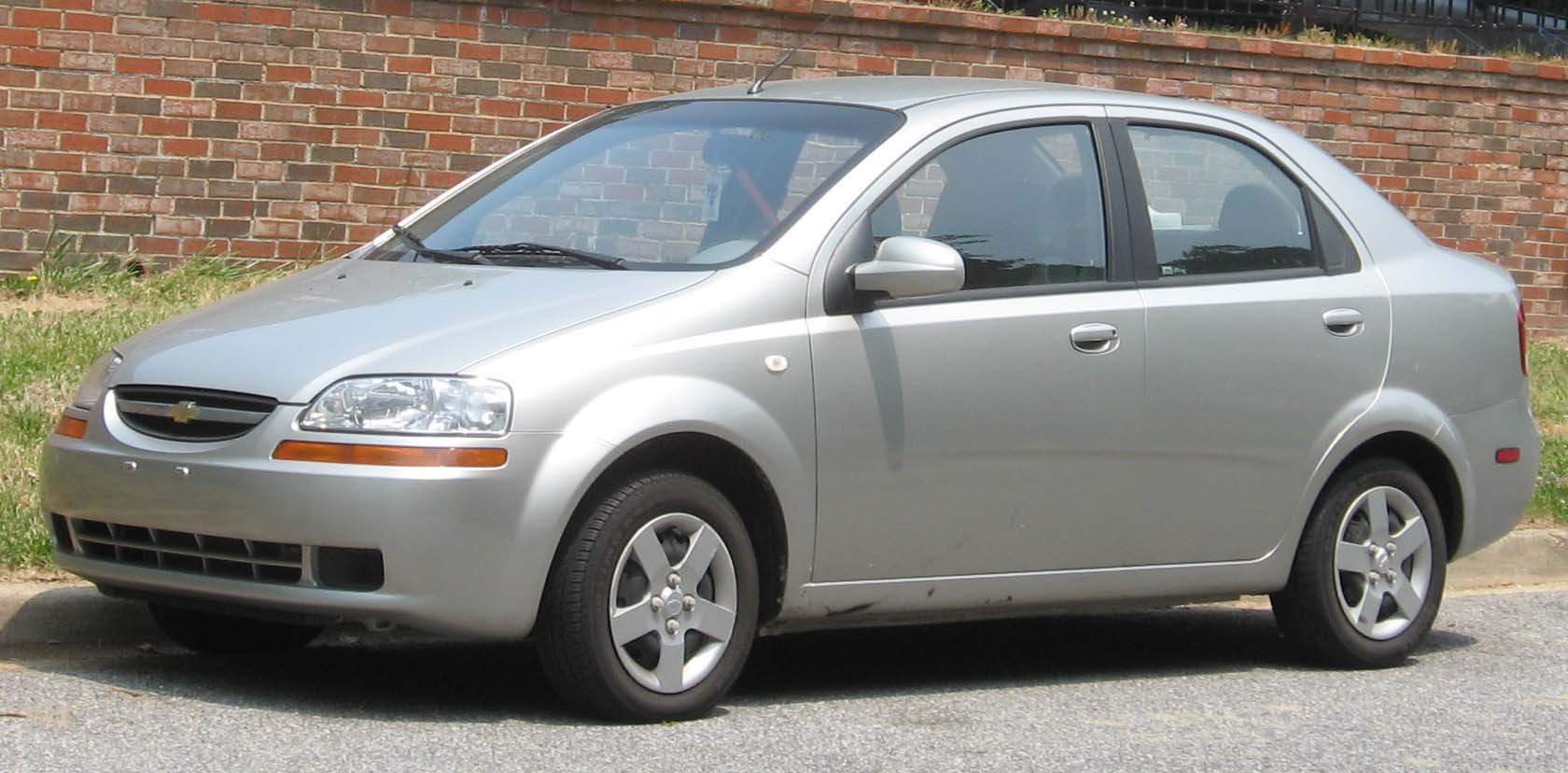
初代アベオ

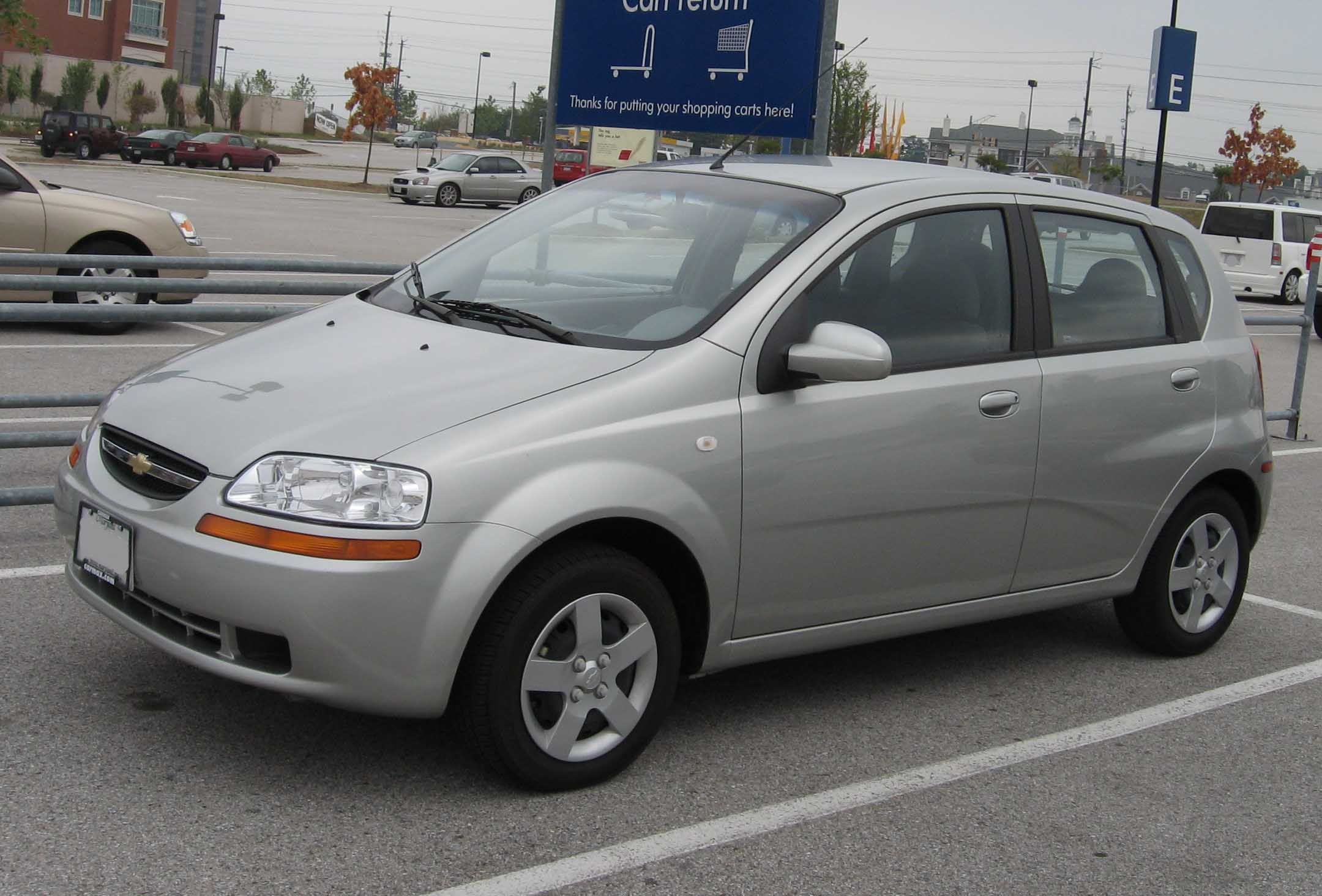
アベオ5

2002年、韓国仕様車が大宇・カロス（Daewoo Kalos ）の名称で販売。
ボディタイプはハッチバック（カロスV）およびセダンが用意されており、デザインはイタルデザインが担当している。その後、シボレーブランド版が2004年に発表された。ただし、欧州においても、かつて大宇ブランドで販売されていた地域ではカロスの名称が引き続き使用されている。また、オセアニアではホールデン・バリーナ（Holden Barina ）として2005年からそれまでのオペル・コルサのバッジエンジニアリング車に替わって導入されている。この他、カナダではポンティアック・ウェイヴ（Pontiac Wave ）およびスズキ・スイフト+（Suzuki Swift+ ）としても販売されている。
セダンがT250型に移行し「ジェントラ」となったあともハッチバック車は継続して生産・販売が行われた。2007年にはマイナーチェンジが行われ、韓国仕様車の名称が大宇・ジェントラX（Daewoo GentraX ）に変更された。

### T250型

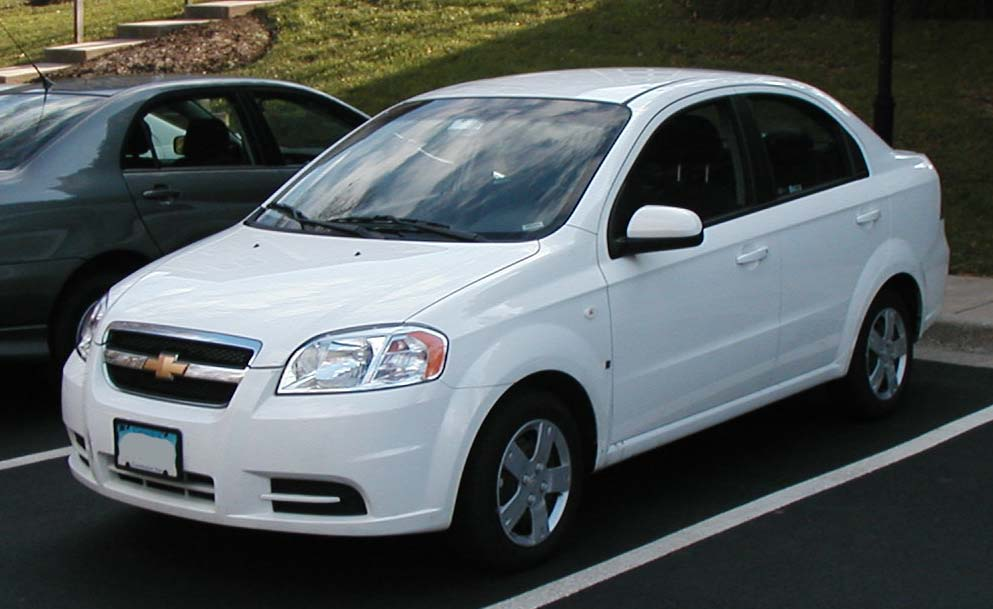
アベオ（T250）

2005年の上海モーターショーで世界初公開され、同年9月に韓国仕様車が大宇・ジェントラ（Daewoo Gentra ）として先行発売された。ただし、2008年まではセダンのみのラインアップとなっており、ハッチバックについては先代のカロスのマイナーチェンジ版が「ジェントラX」の名で継続販売されている。なお、デザインはGMと上海汽車との合弁で中国に設立された汎亜汽車技術中心（PATAC）が担当している。
海外での展開については、北米では2006年1月のロサンゼルスオートショーで新型が発表され、同年夏から発売。また、オーストラリアでは同年2月にホールデン・バリーナ セダンとして発売され、中国ではシボレー・ロヴァ（Chevrolet Lova ）の名称で同年に発売された。さらにメキシコにもポンティアック・G3（Pontiac G3 ）として投入された。
2009年5月、中国仕様のシボレー・ロヴァがフェイスリフトを受け、L字型のヘッドライトと大型のグリルという、ハッチバック（アベオ）と似たようなフロントフェイスとなった。

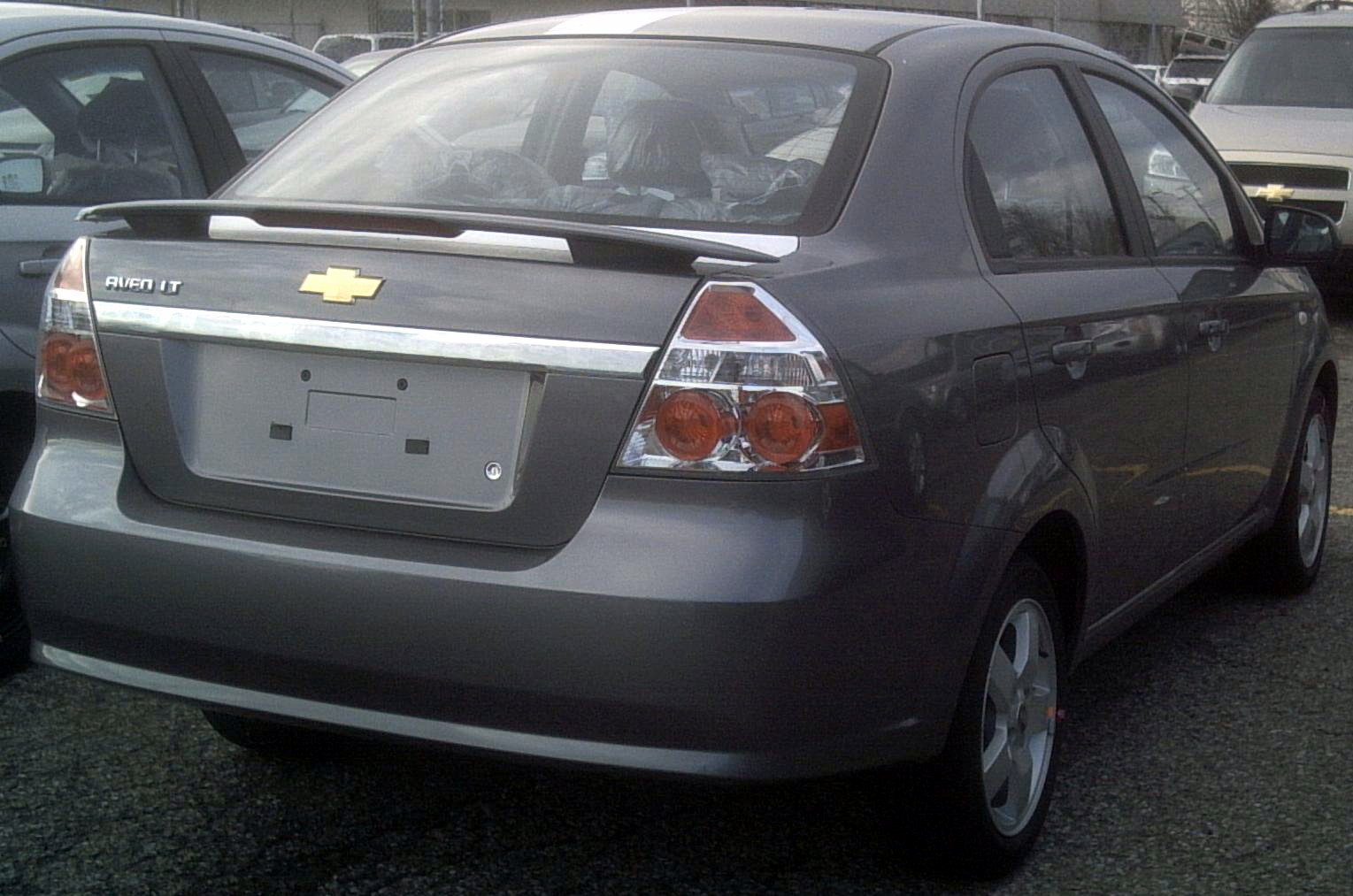
アベオ（リア）

## 2代目（2011年-2020年）T300型
5ドアハッチバックの先行コンセプト「アベオRSコンセプト」が2010年1月の北米国際オートショーにて発表され、市販モデルは同年秋のパリモーターショーでデビューした。ヘッドライトレンズを用いず、飛び出したようなヘッドライトベセルが特徴。なお、今回から北米地域（アメリカ、カナダ、メキシコ）は車名が「ソニック」（Sonic ）に変更される。
北米仕様車の製造は2011年からミシガン州オライオン工場にて行われている。韓国国内においては2011年3月の韓国GMへの社名変更を受け、この型から「シボレー・アベオ」として販売されている。オセアニア市場では引き続き「ホールデン・バリーナ」として販売される。
また、GMジャパンの社長・石井澄人は時事通信社の取材に対し、2011年中に日本へ投入することを明言。そして、2011年10月6日に日本において北米市場と同じ「シボレー・ソニック」の名で正式発表（11月12日から発売開始）した。グレードは当初はベースグレードと上級の「LT」の2種で、2012年5月にはエアロパーツとカーボン調ラリーラインを装着した「スポーツライン」を追加。全て1.6Lエコテックエンジンに6速ATの組み合わせとなる。ボディタイプは5ドアHBのみで、アベオや北米仕様のソニックに設定される4ドアセダンは用意されない。なお日本仕様は韓国GM製となるが、ハンドル位置は右のみで、ウインカーやワイパーのレバーの位置は日本車と同様にウインカーは右、ワイパーは左となっている。日本における特別仕様車としては2012年1月31日に限定50台でJBL製8スピーカーなどを装着した「JBLサウンドリミテッド」を発売している。しかし燃費はJC08モードで10.9km/Lでしかなく、これでは同クラスである1.6Lの日本車に劣っている数字である。
2016年4月をもって、日本市場での販売を終了し、公式サイト上からも削除されたが、他国仕様は2016年にフロントマスクの刷新を受け、販売を継続している。

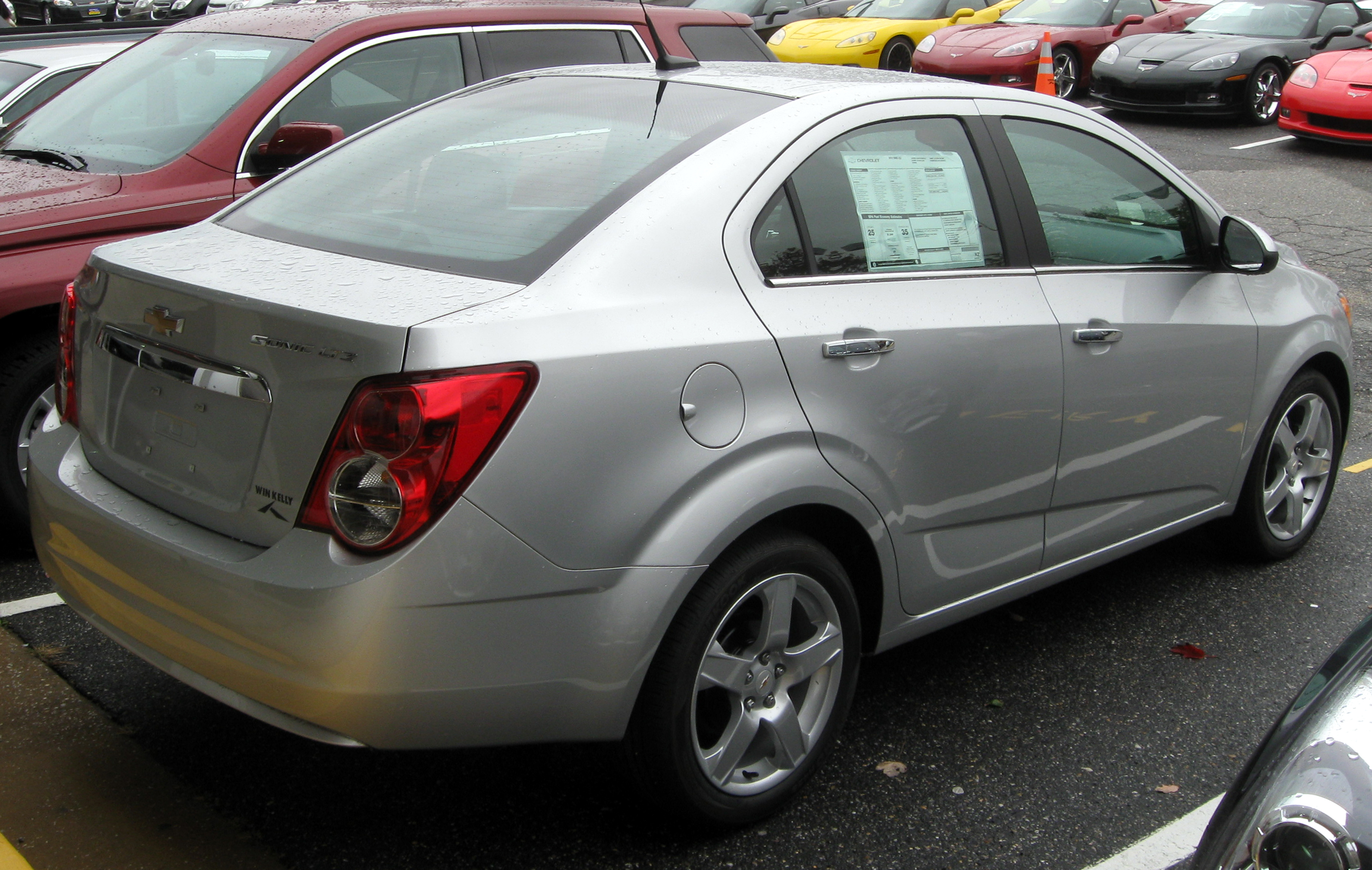
前期型ソニック　セダン

## シボレー・セイルをベースとしたアベオ（2017年- ）

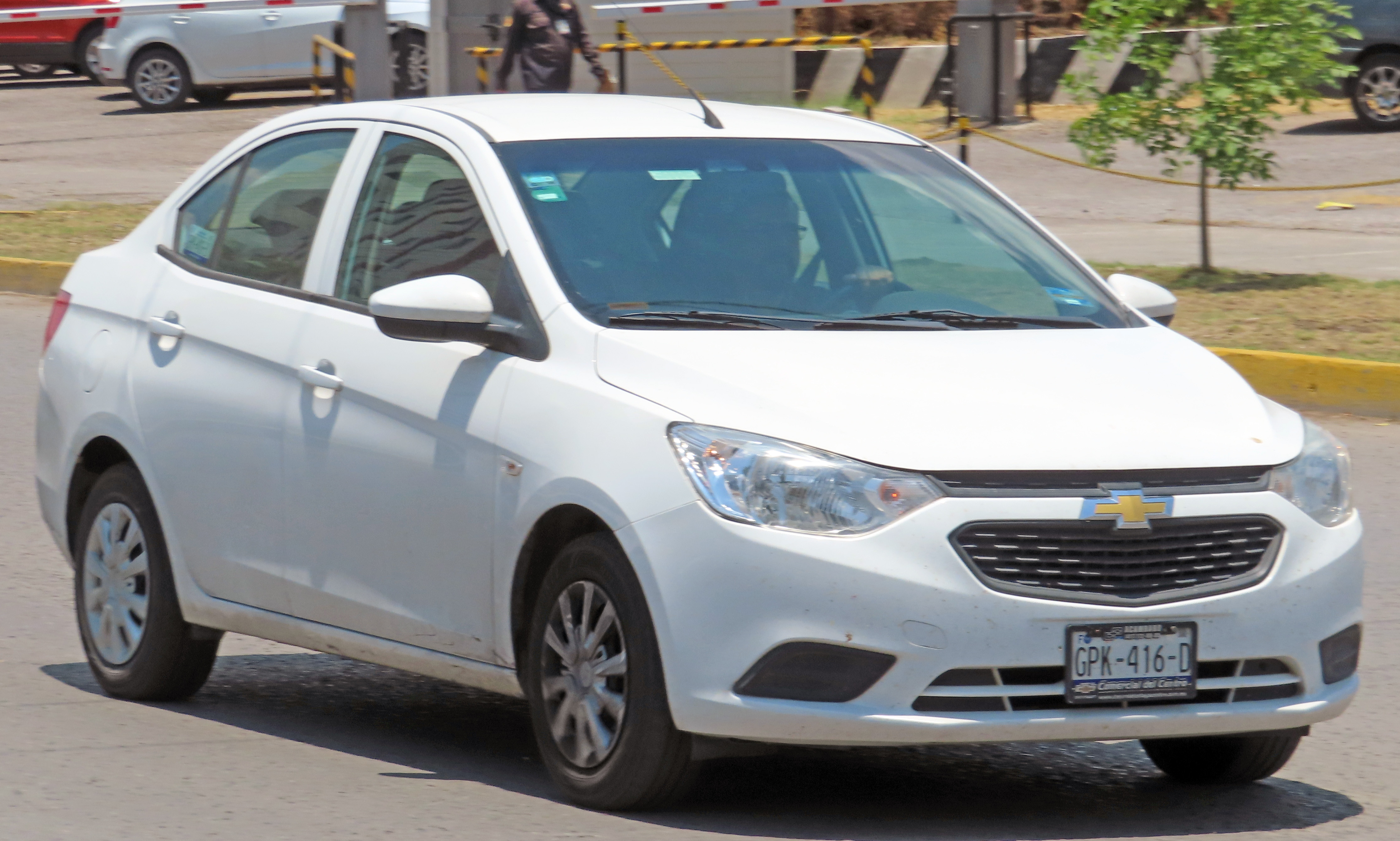
シボレー・アベオ（メキシコ）

メキシコなどいくつかの中央アメリカ諸国では、3代目セイルをベースとしたモデルを「アベオ セダン」として2017年11月より販売開始した。

## 3代目（2023年- ）
2022年12月、メキシコ市場向け2024年モデルとして新型アベオハッチバックが発表された。このモデルは上汽通用五菱汽車によって開発・製造されている。
2023年6月1日、メキシコにて新型アベオセダンの2024年モデルが発表された。475 Lのトランク容量を備え、後部座席を折りたたむことでさらに大きなスペースが確保できる。
パワートレインは、排気量1.5 Lの直列4気筒自然吸気エンジンに6速MTまたはCVTが組み合わされる。また、6つのエアバッグが組み込まれることや4輪全てにディスクブレーキ、ABSが装備されることなど安全装備の充実が強調されている。